# De Hucht
De Hucht, vroeger ook wel De Hogt genoemd, was een gehucht in de gemeente Het Hogeland in de provincie Groningen. Het ligt iets ten noorden van Ulrum. De naam verwijst naar 'hoogte' of 'hoog land'.
Het gehucht ligt op een oude kwelderwal die van west naar oost door De Marne loopt. De wal, na de kwelderwal waarop Ulrum ligt, de op een na oudste, dateert uit ongeveer 1000. Vanaf De Hucht kan het dorp Ulrum op twee manieren worden bereikt: via de Ir. A.J. van den Brielweg, waaraan de boerderij ligt sinds de ruilverkaveling en de Noorderweg of via de A.J. van den Brielweg en de Schapenweg. Deze laatste naam verwijst naar de oude route waarover de boeren hun schapen dreven om te grazen op de kweldergronden.
De buurtschap bestond uit de westelijke boerderij De Hugt en de oostelijke boerderij Sickemaheerd, die beiden op een huiswierde lagen. Beide heemsteden zijn omgracht. Sickemaheerd was een van de edele heerden van het Grote Reedschap. Het beklemrecht behoorde in 1445 en nog in 1585 aan de familie Onsta van de borg Verhildersum. Later kwam het beklemrecht aan de bewoners van de Asingaborg van Ulrum. Bij de ruilverkaveling werd Sickemaheerd in 1966 afgebroken en beplant met bomen, zodat het erf nog wel herkenbaar is. Het wordt onderhouden door stichting Het Groninger Landschap. Boerderij De Hugt (Ingenieur A.J. van de Brielweg 1) is herbouwd in 1912 en is aan de landbouw onttrokken. De boerderij huisvest nu een bed & breakfast. In 1998 werd op deze boerderij de film De Poolse bruid opgenomen.
Bij de nabijgelegen boerderij 'De Capel' (ca. 1585 bie de Capelle) zou zich volgens overleveringen een kapel met een begraafplaats bevonden hebben.